# Hospital universitario nacional
El Hospital universitario nacional (en árabe: المستشفى الوطني الجامعي) es un centro universitario en el medio oriente, específicamente en la ciudad de Damasco capital del país asiático de Siria. Se trata de uno de los mayores hospitales de enseñanza en Siria. Fue fundado en 1988 y está dirigido por el Ministerio de Educación Superior. El hospital está afiliado a la Universidad de Damasco.